# Марьяк (коммуна)
Марья́к (фр. и окс. Mariac) — коммуна во Франции, находится в регионе Рона — Альпы. Департамент коммуны — Ардеш. Входит в состав кантона Ле-Шейлар. Округ коммуны — Турнон-сюр-Рон.
Код INSEE коммуны — 07150.

## Население
Население коммуны на 2008 год составляло 692 человека.
| 1962 | 1968 | 1975 | 1982 | 1990 | 1999 | 2008 |
| ---- | ---- | ---- | ---- | ---- | ---- | ---- |
| 734  | 820  | 816  | 789  | 788  | 741  | 692  |

## Экономика
В 2007 году среди 456 человек в трудоспособном возрасте (15—64 лет) 348 были экономически активными, 108 — неактивными (показатель активности — 76,3 %, в 1999 году было 72,5 %). Из 348 активных работали 325 человек (179 мужчин и 146 женщин), безработных было 23 (10 мужчин и 13 женщин). Среди 108 неактивных 33 человека были учениками или студентами, 39 — пенсионерами, 36 были неактивными по другим причинам.

## Достопримечательности
- Церковь Сент-Этьен XII века в романско-готическом стиле, была восстановлена в 1962 году
- Церковь Пон-де-Фромантьер, построена в 1853 году
- Мост Гарнье 1-й пол. XVIII века
- Печь для выпечки хлеба Жирандоль
- Деревянный мост Пон-де-Фромантьер, построен в 2005 году, длина 25 м

## Фотогалерея
- Марьяк
- Церковь Сент-Этьен
- Церковь Пон-де-Фромантьер
- Мост
- Печь для выпечки хлеба Жирандоль
- Карта коммуны